# كارولين باور
كارولين باور (بالألمانية: Karoline Bauer )‏ (و. 1807 – 1877 م) هي ممثلة، وممثلة مسرحية، من ألمانيا، ولدت في هايدلبرغ، توفيت في زيورخ، عن عمر يناهز 70 عاماً.